# Segni di terra

Il simbolo dell'elemento terra è un triangolo con la punta in basso attraversato da una linea orizzontale, il colore ad esso attribuito in genere è il verde, talora anche il marrone.

Nell'astrologia occidentale, i segni di Terra costituiscono la triplicità associata all'omonimo elemento.

## Caratteristiche
I tre segni zodiacali collegati con l'elemento terreno sono Toro (secondo segno dello zodiaco), Vergine (sesto segno) e Capricorno (decimo segno). Caratteristiche comunemente associate alla terra sono stabilità e concretezza, talvolta controbilanciate da possessività e materialismo. Pianeti domiciliati nei tre segni di terra sono rispettivamente Venere, Mercurio e Saturno.
Nella dottrina dei temperamenti corrispondono al tipo melanconico.
Elemento pesante in quanto composto di molta materia, la terra è per sua natura opposta all'aria.
Sullo zodiaco i segni di terra risultano invece opposti e complementari a quelli d'acqua, da cui traggono anche alimento (la terra si nutre dell'acqua).

## Rapporto con le stagioni
- Il Toro, segno fisso, è posto al centro della primavera:[7] segno opposto è lo Scorpione, collocato nel centro dell'autunno.[4]
- La Vergine, segno mobile, è posta al termine dell'estate:[8] segno opposto sono i Pesci, posizionati alla fine dell'inverno.[4]
- Il Capricorno, segno cardinale, è posto all'inizio dell'inverno:[9] segno opposto è il Cancro, situato al principio dell'estate.[4]

I segni dell'elemento terra, pur essendo di natura fredda e secca, sono assenti dalla stagione autunnale. I segni associati ad elementi pesanti, che comprendono appunto la terra oltre all'acqua, sono definiti «femminili».